# 韋爾比利夫齊
49°23′22″N 24°36′18″E / 49.38944°N 24.60500°E
韋爾比利夫齊（烏克蘭語：Вербилівці），是烏克蘭西部的村莊，隸屬伊萬諾-弗蘭科夫斯克州的伊萬諾-弗蘭科夫斯克區。該村面積8.6平方公里，2001年人口777，人口密度每平方公里90.7人。